# Лукаш Гурницький

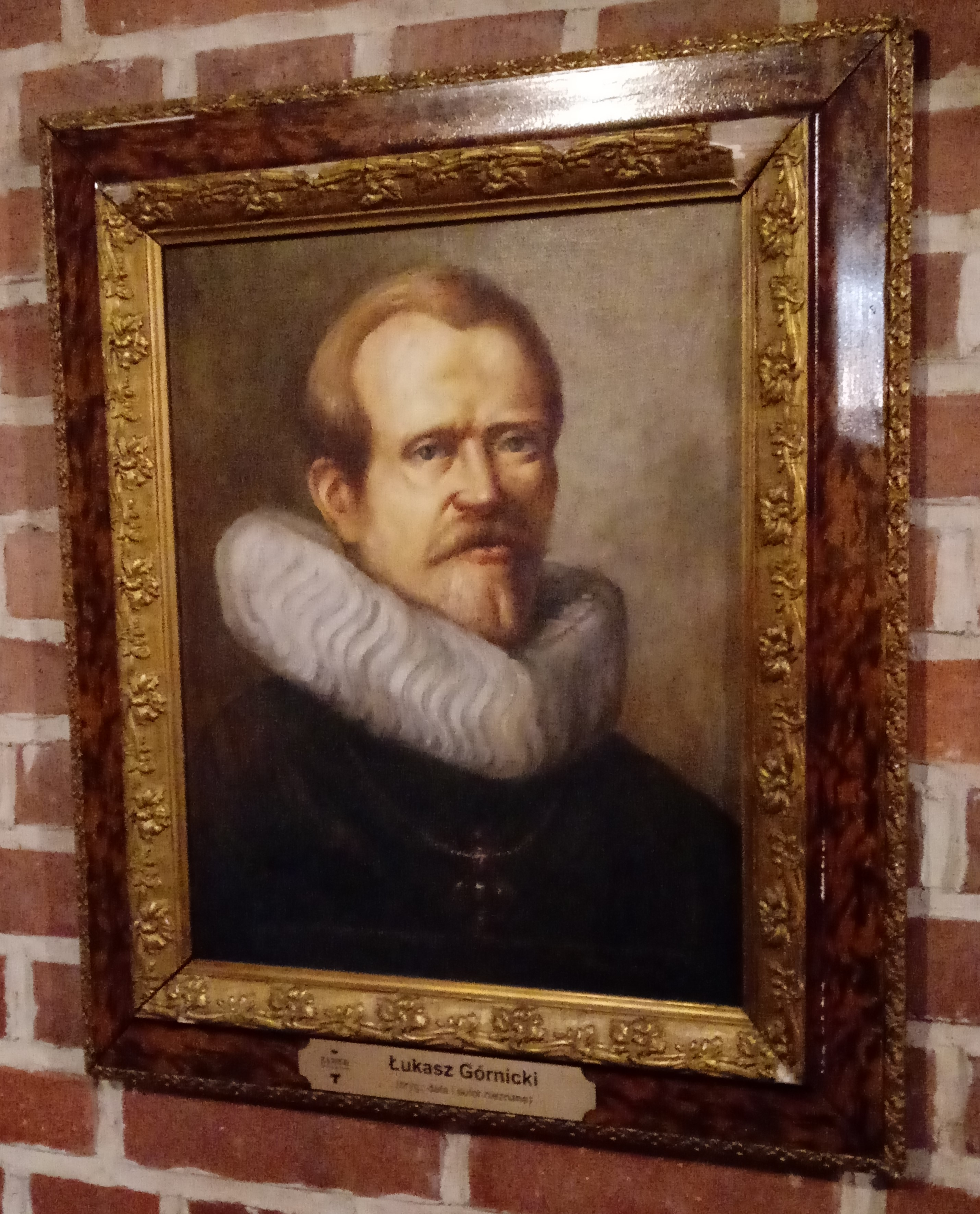

Лукаш Гурницький (пол. Łukasz Górnicki; 1527—1603) — польський поет і прозаїк.

## Біографія
Народився в м. Освенцім (нині місто в Польщі). Виховання та освіту здобув завдяки своєму дядькові, поету й гуманісту С. Генсьорці. Перебував на службі у королівських підканцлерів С. Мацієвського та Я. Пржебиського, краківського єпископа А. Зебжидовського. У 1557—59 навчався в Падуанському університеті (Італія), де пройнявся гуманістичними ідеями. Повернувшись у 1559 до Польщі, став королівським секретарем і бібліотекарем, нобілітований (див. Нобілітація) 1561, одержав Тікоцінське староство (див. Староство). Автор книги «Придворний польський» (Краків, 1565), що був переробкою і перекладом з італійської твору Б. Кастігліоні (1528). Перекладач текстів давньоримського філософа Сенеки (1 ст. н. е.), автор політичних памфлетів «Розмова поляка з італійцем», «Дорога до справжньої свободи» (видані посмертно 1616 і 1650), де виступив як прихильник сильної королівської влади й засуджував т. зв. золоту шляхетську вільність. Написав історичну хроніку, яка охоплює виклад подій у Короні Польській від 1538 до 1572 (видано посмертно, Краків, 1637). Опублікував у латинській транскрипції уривок із Біблії, ймовірно, з Острозької Біблії, дотримуючись української фонетики.
Гурницького вважають одним із кращих польських письменників 16 ст. Його «Придворний польський» не раз перекладався, був відомий на українських землях, зберігався у бібліотеках ще у 18 ст.